# The Geeks
The Geeks sind eine Hardcore-Band aus Südkorea. Sie sind eine der ersten Hardcore-Bands Koreas und mit die erste Band, die den Straight-Edge-Lebensstil einführte und eine Youth Crew bildete.

## Geschichte
The Geeks wurden im Jahr 1999 von den Schulfreunden Seo Ki-seok und Kang Jun-sung gegründet, kurz nachdem sie die durch den von Drug Records veröffentlichten Sampler Our Nation die Existenz des koreanischen Punk für sich entdeckten.
Die Band unterschrieb bei den amerikanischen Independent-Labels Think Fast! Records, Get Outta Town Records, Townhall Records und GMC Records. Diese Verbindungen gab ihnen viele Möglichkeiten außerhalb von Korea zu spielen, was bis heute für koreanische Bands selten ist. Sie waren die erste koreanische Punk-Band, die erfolgreich in den Vereinigten Staaten tourte. Nach mehreren Touren in den USA gingen sie 2007 auf Welttournee, die sie unter anderem nach Malaysia und Singapur führte.
Die Geeks spielten 2013 mit Unterstützung der Korea Creative Content Agency beim SXSW. Sie werden in dem kommenden Dokumentarfilm von Stephen Epstein und Timothy Tangherlini auftreten, dem Nachfolger des 1999 erschienenen „Our Nation“.
Zurzeit haben die Geeks aufgrund ihrer beruflichen Karrieren wenig Zeit für Musik. Seo arbeitet für GM Daewoo und Kang für eine IT-Firma.

### Kritiken
PunkNews.org erklärt die Band zur „unbestritten populärsten Hardcore-Band aus Korea. Die Geeks sollten einem als erstes einfallen, wenn man an asiatischen Hardcore denkt.“ Das Album „Every Time We Fall“ wurde in einem Review von Scene Point Blank mit 7,5 von 10 Punkten bewertet und dort heißt es: „Am Ende des Tages sind die Geeks mit ihrem Debüt-Album 'Every Time We Fall' mehr als nur eine neue Affäre. Das Album ist voll von großartiger Musik und aufrichtigen Texten. Wenn man Glück genug hat die Geeks live zu erleben, sollte man vorbereitet sein, zu stagediven was das Zeug hält und sich die Lunge aus dem Hals zu brüllen.“ In einer Band-Biografie werden ihr Einfluss und ihre Vorreiterrolle mit der Aussage: „Die Geeks sind für Asien, was Youth of Today für den amerikanischen Hardcore sind“ unterstrichen.

### Straight Edge
Die Band begann ursprünglich als Straight-Edge-Gruppe, in der alle Mitglieder sich dem Alkohol enthielten. Die Trinkkultur Koreas ist stark ausgeprägt, und so musste Seo kämpfen, um während seiner Zeit am College und der obligatorischen Militärzeit abstinent zu bleiben, obwohl er angibt, einmal fast angegriffen worden zu sein, als er sich dem Trinken verweigerte. Trotz Gewaltproblemen in der weltweiten Straight-Edge-Szene, sind die Geeks eine gewaltlose Band und haben viele Freunde, die trinken. Der Sänger Seo zeichnet sich ein X auf den Handrücken um seine Straight-Edge-Haltung zu demonstrieren. Trotz ihres Straight-Edge-Rufes, ist Straight Edge kein Hauptthema in ihren Texten. Zurzeit leben nicht mehr alle Bandmitglieder Straight Edge.

### Open Your EyesundPowwow
Seo gründete und mitbetreute auch die Musik-Promotion-Agentur Open Your Eyes, die eine Vielzahl ausländischer Hardcore-Bands wie Champion, Outbreak, Terror, Sick of It All, Down to Nothing, Have Heart, No Turning Back und Bane nach Südkorea brachte. Durch Open Your Eyes wurde Seo einer der Hauptinvestoren des Live-Clubs Powwow in der Nähe U-Bahn-Station Noksapyeong im Gebiet von Haebangchon und Gyeongnidan. Der Club wurde 2013 geschlossen.

## Diskografie
Alben
- 2001: Together as One, Far East Hardcore Split (Split-Album mit In My Pain, GMC Records)
- 2002: What’s Inside (EP, Think Fast! Records)
- 2004: From the Start 1999-2004 (Kompilation, Kawaii Records)
- 2006: Every Time We Fall (Get Outta Town Records)
- 2014: Still Not in This Alone (Think Fast! Records)